# Bittersweet Me
Bittersweet Me è un singolo della band statunitense R.E.M.. La canzone è il secondo singolo estratto dal decimo album della band New Adventures in Hi-Fi (1996).

## Video musicale
Nel video promozionale del singolo appare Valeria Golino. È stato incluso come bonus nel DVD In View: The Best of R.E.M. 1988-2003.

## Tracce

### 7", Cassette and CD Single
1. "Bittersweet Me" – 4:06
2. "Undertow" (live)1 – 5:05

### 12" and CD Maxi-Single
1. "Bittersweet Me" – 4:06
2. "Undertow" (live)1 – 5:05
3. "Wichita Lineman" (Webb) (live)2  – 3:18
4. "New Test Leper" (live acoustic)3 – 5:29

## Classifiche
| Classifica (1996)               | Posizione massima |
| ------------------------------- | ----------------- |
| Canada                          | 6                 |
| Germania                        | 93                |
| Irlanda                         | 20                |
| Italia                          | 15                |
| Regno Unito                     | 19                |
| Stati Uniti                     | 46                |
| Stati Uniti (adult alternative) | 1                 |
| Stati Uniti (alternative)       | 6                 |
| Stati Uniti (mainstream rock)   | 7                 |
| Stati Uniti (pop)               | 28                |